# باتريك برويسي
باتريك برويسي (بالفرنسية: Patrick Proisy)‏ مواليد 10 سبتمبر 1949 في إفرو، فرنسا، هو لاعب كرة مضرب فرنسي سابق بدأ مسيرته كمحترف سنة 1968 وكان يلعب باليد اليمنى، اعتزل اللعب في 1981. أعلى تصنيف له في الفردي كان المركز الـ 16 في سنة 1972.

## النهائيات

### الوصافة (1)
| السنة | البطولة        | المنافس في النهائي | النتيجة في النهائي |
| ----- | -------------- | ------------------ | ------------------ |
| 1972  | فرنسا المفتوحة | أندريس خيمينو      | 6–4, 3–6, 1–6, 1–6 |

## روابط خارجية
- باتريك برويسي على موقع رابطة محترفي التنس (الإنجليزية)
- باتريك برويسي على موقع الاتحاد الدولي لكرة المضرب (الإنجليزية)
- باتريك برويسي على موقع كأس ديفيز (الإنجليزية)
- باتريك برويسي على موقع خلاصة التنس.كوم (الإنجليزية)